# Pouilly-sous-Charlieu
 Pouilly-sous-Charlieu  es una población y comuna francesa, situada en la región de Ródano-Alpes, departamento de Loira, en el distrito de Roanne y cantón de Charlieu.

## Demografía
| 2296 | 2529 | 2681 | 2973 | 2834 | 2720 |
| Para los censos de 1962 a 1999 la población legal corresponde a la población sin duplicidades (Fuente: INSEE [Consultar]) |      |      |      |      |      |